# 비듬
비듬은 두피로부터의 죽은 피부 세포가 벗겨져 나온 것을 말한다. 비듬은 탈모증 때문에 일어날 가능성은 거의 없다. 하지만 비듬이 많고 정도가 심하면 탈모가 올 가능성도 있다.
비듬은 전 세계에서 나타나는 현상이며 많은 사람들이 비듬 때문에 사회적으로 또는 개인적(자존심의 문제)으로 스트레스를 받고 있다. 비듬 치료는 전적으로 심리학적 의미에 있어 중요하다. 또한, 비듬은 머리에서 나오는 것이기 때문에 머리만 잘 관리하면 예방할 수 있다.

## 원인
피부의 표피층은 지속적으로 교체되는데, 세포가 서서히 바깥쪽으로 밀려나다 죽은 후 조각조각 떨어져나가게 된다. 대부분의 사람의 경우 이 피부 조각의 크기는 너무 작아서 눈에 띄지 않는다. 그러나, 어떤 조건에 의해 세포 교체과정, 특히 두피세포의 교체과정이 비정상적으로 빨라지게 된다.
말라세지아(Malassezia) 진균류의 변종 두 가지가 방출하는 분비물이 표피층을 자극하여 비듬이 발생한다는 연구 결과가 나와 있다. 여기에 표피층에 있는 물과 기름기의 양이 말라세지아의 번식 속도에 영향을 미친다.

## 치료법
비듬 전문 샴푸와 비듬용 린스를 사용하는 방법이 있다. 그러나 완전한 치료는 불가능하기 때문에 꾸준히 사용해 주어야 한다.

## 역학
비듬은 성인 가운데 최대 절반이 영향을 받고 있다.

## 참고 문헌
1. 1 2 3 4 5 6 7  Tucker, D; Masood, S (January 2019). “Seborrheic Dermatitis”. PMID 31869171.
2. 1 2 3  “Dandruff”. 《nhs.uk》 (영어). 2017년 10월 18일. 2020년 1월 1일에 확인함.
3. ↑  “Patient education: Seborrheic dermatitis (including dandruff and cradle cap) (Beyond the Basics)”. 《www.uptodate.com》. 2020년 1월 1일에 확인함.
4. 1 2  연합뉴스 (2006년 1월 1일). “슈워츠 박사가 말하는 비듬퇴치법”. 조선일보. 2012년 3월 8일에 원본 문서에서 보존된 문서. 2009년 4월 27일에 확인함.
5. ↑  Turner, GA; Hoptroff, M; Harding, CR (Aug 2012). “Stratum corneum dysfunction in dandruff.”. 《International Journal of Cosmetic Science》 34 (4): 298–306. doi:10.1111/j.1468-2494.2012.00723.x. PMC 3494381. PMID 22515370.